# Океаник (1871)
«Океаник» (англ. Oceanic) — британский трансатлантический лайнер, первое судно компании «Уайт Стар Лайн», построенное на верфи «Харланд энд Вольф». До 1875 года работал на линии Ливерпуль — Нью-Йорк. В 1875 году был зафрахтован компанией «Occidental & Oriental Steamship» и стал совершать рейсы между Сан-Франциско, Иокогамой и Гонконгом. В 1888 году в проливе Золотые Ворота «Океаник» протаранил пароход «Сити оф Честер», в результате столкновения последний разломился пополам и затонул. В ноябре 1889 года судно побило рекорд скорости пересечения Тихого океана, пройдя маршрут за 13,5 суток. В 1895 году пароход прибыл в Белфаст для прохождения капитального ремонта, однако компанией «Уайт Стар Лайн» было принято решение о его утилизации, и в 1899 году лайнер был разобран на металл.

## Постройка
В 1867 году британский предприниматель Томас Генри Исмей купил обанкротившуюся судоходную компанию «Уайт Стар Лайн». После покупки он решил сосредоточить деятельность компании на трансатлантических судоходных путях между Ливерпулем и Нью-Йорком. Руководство «Уайт Стар Лайн» заключило с судостроительной верфью «Харланд энд Вольф» соглашение на постройку шести однотипных пароходов с парусным вооружением. Новый класс судов получил название «Океаник». Одноимённый пароход был построен первым. 
«Океаник» строился на верфи «Харланд энд Вольф» под серийным номером 73. Спуск судна на воду состоялся 27 августа 1870 года. На протяжении следующих шести месяцев на корабле велись достроечные работы, и 27 февраля 1871 года пароход был сдан заказчику. Постройка лайнера обошлась «Уайт Стар Лайн» в 120 000 фунтов стерлингов.

## Конструкция

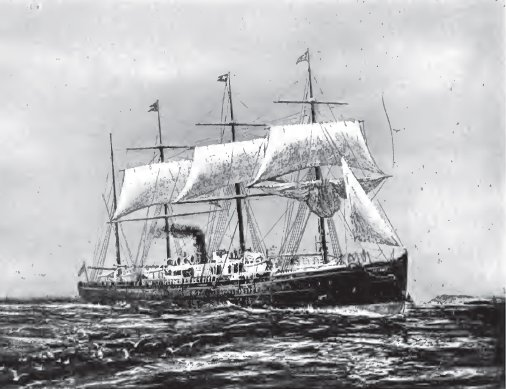
Пароход «Океаник» в 1870 году

Силовая установка «Океаника» состояла из четырёхцилиндровой паровой машины, пар для которой производили 12 котлов. Паровая машина приводила во вращение единственный гребной винт. Угольные бункеры вмещали до 1000 т угля. Суточный расход топлива составлял 58 т, что было намного ниже, чем у пароходов основного конкурента «Уайт Стар Лайн» — компании «Кунард Лайн». На случай поломки двигателя, а также для развития большей скорости на судне были установлены четыре мачты с парусами. «Океаник» мог развивать скорость до 14,5 узла (26,8 км/ч).
Корпус корабля был изготовлен из стали. Трюм «Океаника» разделялся на 11 водонепроницаемых отсеков. В конструкции корпуса был применён ряд новаторских решений. Традиционное для судов этого класса соотношение длины и ширины — 8:1 было заменено на 10:1. Нос судна стал более обтекаемым, что позволило снизить коэффициент гидродинамического сопротивления. Каюты пассажиров первого класса находились в средней части судна, а не в кормовой, как было принято на других кораблях, так как в средней части меньше ощущаются качка и вибрации. Иллюминаторы были крупнее тех, которые обычно устанавливали на корабли того времени. Лайнер мог взять на борт 166 пассажиров первого класса и 1000 третьего класса. «Океаник» имел однопалубную надстройку и прогулочные палубы для пассажиров. Пассажиры первого класса впервые в истории британского торгового флота могли на борту воспользоваться ваннами, электрическими звонками для вызова стюардов, имелся обеденный салон, обставленный креслами. В большинстве кают первого класса ванные были оборудованы кранами. Впервые в «Уайт Стар Лайн» на «Океанике» мужчины с семьями и женщины были отделены от мужчин, путешествовавших в одиночку.

## Эксплуатация

### Северная Атлантика

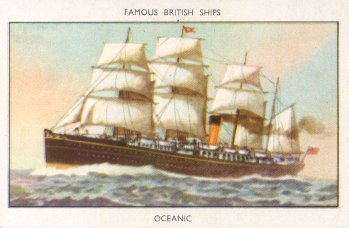
Изображение «Океаника» на пачке с табаком

В свой первый рейс «Океаник» отправился из Ливерпуля 2 марта 1871 года. На борту было всего 64 пассажира. Командовал судном капитан Дигби Мюррей. Когда пароход вышел в Ирландское море, у него начали перегреваться подшипники, и капитан принял решение вернуться в порт отправления. 16 марта лайнер снова вышел в море, на этот раз рейс окончился благополучно. «Океаник» прибыл в Нью-Йорк 28 марта. Дальнейшая эксплуатация на линии Ливерпуль — Нью-Йорк проходила без происшествий. Однако «Океаник» не пользовался большим спросом у пассажиров. Так, 22 мая 1871 года пароход вышел в рейс с 413 пассажирами, а 2 июля — с 203.
В январе 1872 года «Океаник» был модернизирован. Были установлены два дополнительных котла, что повысило мощность паровой машины, была уменьшена высота мачт, увеличен полубак, чтобы предотвратить полное погружение носа под воду во время шторма. Совершив 33 трансатлантических рейса, «Океаник» стал нерентабельным, и с 11 марта 1875 года его эксплуатация в Атлантическом океане прекратилась.

### Тихий океан

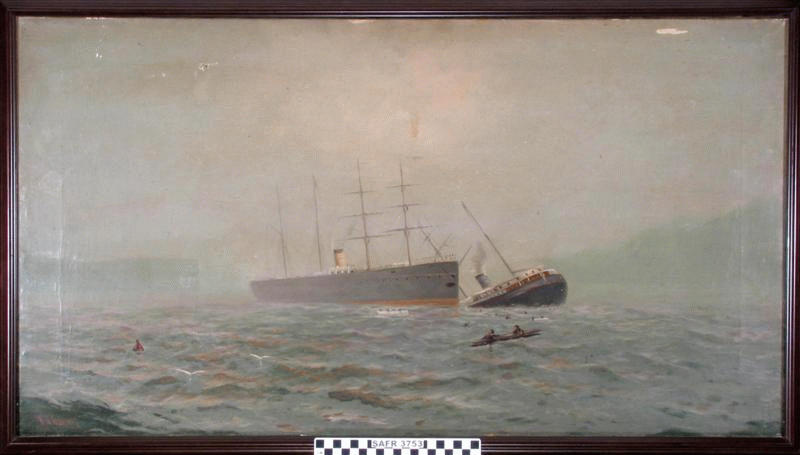
Картина Роберта Гилберта, изображающая последствия столкновения «Океаника» с «Сити оф Честер»

С 1874 года президент компании «Occidental and Oriental Steamship», специализирующейся на перевозках пассажиров и почты между Северной Америкой и Азией, Джордж Брэдбери вёл переговоры с Томасом Исмеем и о переводе на тихоокеанские линии трёх судов «Уайт Стар Лайн». 17 мая 1875 года Томас Исмей с супругой  совершили плавание на «Океанике» в Гонконг через Суэцкий канал. С этого времени «Океаник» был зафрахтован «Occidental and Oriental Steamship» и стал совершать рейсы между Иокогамой и Сан-Франциско. Пройдя этот маршрут за 16 суток 10 часов, пароход побил рекорд скорости. На линии Иокогама — Сан-Франциско лайнер пользовался большой популярностью. Судно по большей части перевозило в США азиатских эмигрантов. Экипаж состоял в основном из китайцев, но офицерский состав по-прежнему оставался британским. В декабре 1876 года «Океаник» установил новый рекорд скорости, пройдя путь от Иокогамы до Сан-Франциско со средней скоростью 13 узлов (24 км/ч) за 14 суток 15 часов.
В 1879 году в Ливерпуле «Океаник» прошёл капитальный ремонт, и 16 марта 1880 года возобновил рейсы через Тихий океан. 22 августа 1888 года в проливе Золотые Ворота «Океаник» протаранил пароход «Сити оф Честер». «Океаник» не получил значительных повреждений, а «Сити оф Честер» в результате столкновения разломился на две части и затонул в течение шести минут. Катастрофа унесла жизни 32 человек, из них 16 на «Сити оф Честер» и 16 на «Океанике», в том числе 3 члена экипажа и 13 пассажиров, включая двоих детей. 
В ноябре 1889 года «Океаник» побил третий рекорд скорости в Тихом океане, совершив рейс за 13 суток 14 часов 5 минут. В 1895 году лайнер отправился в Белфаст на верфь «Харланд энд Вольф» для прохождения капитального ремонта, в ходе которого планировалось заменить на судне силовую установку. Однако позднее руководство «Уайт Стар Лайн» посчитало, что целесообразнее порезать лайнер на металл. В 1899 году на реке Темзе пароход был разобран. 